# Sea Power
Sea Power (bis 2021 British Sea Power) ist eine englische Rockband aus Reading, die melodischen Gitarrenpop mit experimentellen Elementen aus Post-Punk, Electronica oder auch Krautrock verbindet. Die Musiker Yan Scott Wilkinson (Gesang, Gitarre), Martin Noble (Gitarre, Keyboard), Neil Hamilton Wilkinson (Bass, Gesang, Gitarre), Matthew Wood (Schlagzeug), Abi Fry (Violine, Keyboard) und Phil Sumner (Keyboard, Gitarre) stammen aus Cumbria, Yorkshire, Ealing und Shropshire. Lange lebte und arbeitete die Band in Brighton. Heute leben die Musiker in East Sussex und auf der schottischen Isle of Skye.

## Bandgeschichte
Die Band ist bekannt für ihre spartanische Cover-Art, die Naturmotive wie Bären schematisch darstellt, und für ihre extravaganten Bühnenshows. In den Anfangsjahren gehörten Naturrequisiten ebenso wie doppeldeutige Stahlhelme zur Bühnendekoration. Die auch unter der Abkürzung BSP bekannte Band wurde unter anderem von New Order/Joy Division, den Manic Street Preachers, New Model Army und Echo & the Bunnymen beeinflusst und wird daher musikalisch auch oft dem sogenannten Post-Punk zugeordnet. Wie Joy Division spielt British Sea Power mit faschistischen Symbolen.
Die frühe Single Remember Me wurde in den britischen Charts geführt, aber als Konzeptband liegt das Gros der Verkäufe auf dem Albummarkt, seit dem Debüt The Decline of British Sea Power (2003) haben alle Alben die offiziellen britischen Verkaufscharts erreicht. Das bisher erfolgreichste Album der sechsköpfigen Band war im Jahr 2008 das Werk Do You Like Rock Music?, das mit Platz 10 in den britischen Top Ten platziert war.
Neben den bisher vier regulären Studioalben veröffentlichten British Sea Power im Jahr 2009 einen Filmsoundtrack, der eine Besonderheit darstellt. Es handelt sich dabei um eine neu vertonte Version des Dokumentarfilms Man of Aran (Deutscher Titel: Die Männer von Aran). Diesen hatte der US-Amerikaner Robert J. Flaherty im Jahr 1934 auf den irischen Aran-Islands vor der irischen Westküste gedreht. Er wurde nun in DVD-Form inklusive Soundtrack-CD veröffentlicht. Die Musiker von British Sea Power waren während einer Tour durch die Republik Irland auf den Film aufmerksam gemacht worden. Der unter anderem beim Edinburgh Film Festival mit Live-Konzerten vorgestellte Film ist nun mit experimentellem Gitarrenpop unterlegt. Das Innen-Cover der bei Rough Trade erschienenen Soundtrack-CD enthält ein Zitat des Gitarristen Martin Noble: “We made this soundtrack because we liked the romantic notion of people living on the edge of existence. It’s something I’d like to think I could do, but know I never will.” (deutsch: „Wir haben diesen Soundtrack gemacht, weil wir die romantische Vorstellung von Menschen mögen, die am Rande der Existenz leben. Ich würde gerne glauben, dass ich das tun könnte, aber ich weiß, dass ich es nie tun werde.“) In den offiziellen britischen Verkaufscharts erreichte die Soundtrack-CD Platz 68.
Ende 2010 wurde zunächst die EP Zeus, Anfang 2011 das damit verbundene, fünfte Album Valhalla Dancehall bei Rough Trade veröffentlicht. Nach diesem Album begann die Band zudem, das eigene Label Golden Chariot neu zu beleben. Auf diesem Label war bereits im Jahr 2001 die erste Single Fear of Drowning veröffentlicht worden. Seit dem Jahr 2011 veröffentlichen British Sea Power auf diesem Label regelmäßig neue EPs mit Remixen und alternativen Versionen, zudem werden hierüber EPs mit Live-Aufnahmen der eigenen Krankenhaus Klub night in Brighton vertrieben.
Am 1. April 2013 veröffentlicht die Band über Rough Trade das Album Machineries of Joy. Der Longplayer vereint zehn Songs, die im Jahr zuvor bei den eigenen Club-Nächten und in Demo-Versionen auf den dazugehörigen EPs vorgestellt worden waren.
Im August 2021 gab die Band bekannt, aus politischen Gründen nur noch den Namen Sea Power zu führen. Auf der offiziellen Website begründen die Bandmitglieder die Umbenennung folgendermaßen:

“Now, 20 years later, we’re recasting the name. In recent times there’s been a rise in a certain kind of nationalism in this world – an isolationist, antagonistic nationalism that we don’t want to run any risk of being confused with. It’s become apparent that it’s possible to misapprehend the name British Sea Power, particularly if someone isn’t familiar with the band or their recordings. We’ve always been internationalist in our mindset, something made clear in songs like Waving Flags, an anthem to pan-European idealism. We always wanted to be an internationalist band but maybe having a specific nation state in our name wasn’t the cleverest way to demonstrate that.”

„Jetzt, 20 Jahre später, ändern wir den Namen. In letzter Zeit hat eine bestimmte Art von Nationalismus in dieser Welt zugenommen – ein isolationistischer, antagonistischer Nationalismus, mit dem wir nicht verwechselt werden wollen. Es hat sich gezeigt, dass man den Namen British Sea Power missverstehen kann, vor allem, wenn man die Band oder ihre Aufnahmen nicht kennt. Wir waren schon immer internationalistisch eingestellt, was in Songs wie Waving Flags, einer Hymne an den paneuropäischen Idealismus, deutlich wird. Wir wollten immer eine internationalistische Band sein, aber vielleicht war ein bestimmter Nationalstaat in unserem Namen nicht der klügste Weg, das zu zeigen.“

Im Februar 2022 erschien das siebte Studioalbum Everything Was Forever.